# Vvedenka (Járkov)
Vvedenka (en ucraniano: Введенка) es un pueblo ucraniano perteneciente al óblast de Járkov. Situado en el este del país, es parte del raión de Chujúyiv y parte del municipio (hromada) de Novopokrovka.

## Toponimia
El nombre de la ciudad en otros idiomas de importancia local también es Vvedenka (en ruso: Введенка). Hasta 1930 el nombre oficial del pueblo fue Vvedenske (en ucraniano: Введенське). 

## Geografía
Vvedenka se encuentra en la orilla derecha del río Udy, afluente del río Donets, 17 km al oeste de Chujúyiv y a 36 km al sureste de Járkiv. 

## Historia
Vvedenka fue fundada en 1647 como un puesto de guardia del estado moscovita para proteger sus fronteras del sur de los tártaros y perteneció a la gobernación de Járkov del Imperio ruso.
El 4 de mayo de 1920 se produjo un levantamiento en el pueblo contra la movilización de los aldeanos al Ejército Rojo en la guerra civil rusa, que se extendió a los pueblos vecinos, y ya el 5 de mayo el destacamento punitivo derrotó a los rebeldes, que se vieron obligados a retirarse al bosque. , donde formaron un escuadrón rebelde. El pueblo obtuvo el estatus de asentamiento de tipo urbano en 1938.
Hasta el 18 de julio de 2020, Vvedenka fue parte del área municipal de Chujúyiv. El raión se abolió en julio de 2020 como parte de la reforma administrativa de Ucrania, que redujo el número de raiones del óblast de Járkiv a siete. El área municipal de Chujúyiv se fusionó con el raión de Chujúyiv.En 2023, Vvedenka perdió el estatus de asentamiento de tipo urbano debido a la eliminación de este estatus administrativo.

## Demografía
La evolución de la población de Vvedenka entre 1864 y 2022 fue la siguiente:
| 1520                                                          | 2689 | 5002 | 8549 | 3807 | 3026 | 2624 | 2730 | 2435 | 2363 | 2320 |
| (Fuente: Cities & Towns of Ukraine y UKRAINE: Größere Städte) |      |      |      |      |      |      |      |      |      |      |

Según el censo de 2001, la lengua materna de la mayoría de los habitantes, el 90,63%, es el ruso; del 6,13% es el ucraniano.

## Infraestructura

### Arquitectura, monumentos y lugares de interés
En Vvedenka hay una iglesia de madera construida en 1655, restaurada en 1990.

### Transporte
Hay una estación de trenes en Vvedenka, en la vía férrea que conecta Járkiv y Kúpiansk.  El asentamiento tiene acceso por carretera a la autopista M03 que conecta Járkov y Slóviansk.  

## Personas destacadas
- Alekséi Barkalov (1946-2004): antiguo jugador de waterpolo de la Unión Soviética.